# Hällevadsholm
Hällevadsholm is een plaats in de gemeente Munkedal in het landschap Bohuslän en de provincie Västra Götalands län in Zweden. De plaats heeft 781 inwoners (2005) en een oppervlakte van 91 hectare.

## Verkeer en vervoer
Bij de plaats lopen de E6, Länsväg 163 en Länsväg 165.
De plaats heeft een station aan de spoorlijn Göteborg - Skee.